# Delfo Bellini
Delfo Bellini   (Rivarolo Ligure, 13 de gener de 1900 - Pavia, 11 de setembre de 1953) fou un futbolista italià, que jugava com a defensa, que va competir durant les dècades de 1910 i 1920. Durant la dècada de 1930 exercí d'entrenador.
A nivell de clubs va ser jugador de nombrosos equips, però els èxits més importants els aconseguí al Genoa, amb qui guanyà la lliga italiana el 1922-23 i 1923-24.
Amb la selecció nacional jugà 8 partits entre 1924 i 1928, en què no marcà cap gol. El 1928 va prendre part en els Jocs Olímpics d'Amsterdam, on guanyà la medalla de bronze en la competició de futbol.
En retirar-se del futbol, el 1932, passà a exercir d'entrenador fins a 1940.